# Shortbus
Shortbus és una pel·lícula de 2006 escrita i dirigida per John Cameron Mitchell, escriptor, director i actor de l'obra i la pel·lícula Hedwig and the Angry Inch.
| «                        | It's just like the 60's, only with less hope. / És com en els anys 60, només que amb menys esperança. | » |
| — Justin Bond – Shortbus | |   |

## Argument
En aquesta pel·lícula una sèrie de personatges del Nova York posterior a l'11-S revelen llurs inquietuds sexuals i vitals:
Na Sofia és una sexòloga anorgàsmica.
En James i en Jamie són una parella homosexual que estan pensant d'obrir les relacions sexuals a una tercera persona (en Ceth). La idea va sortir d'en James, però el que en Jamie no sap és que en el vídeo que el seu al·lot li està preparant hi trobarà la vertadera raó d'aquesta iniciativa. A més en Jamie, que va ser gigoló fins que va conèixer en James, no deixa que el seu company el penetri.
Na Severin és una prostituta que ofereix sessions de sadomasoquisme als clients. Té problemes a l'hora d'establir relacions sexuals.
Totes aquestes persones acaben confluint en el bar Shortbus, regentat per l'excèntric Caleb. És un bar bohemi on es mescla sexe, art, música i la possibilitat d'establir conversació amb personatges de tota mena.

## Repartiment
- Sook-Yin Lee: Sofia
- Paul Dawson: James
- Lindsay Beamish: Severin
- PJ DeBoy: Jamie
- Raphael Barker: Rob
- Peter Stickles: Caleb
- Jay Brannan: Ceth
- Adam Hardman: Jesse
- Justin Hagan: Brad

## Reaccions
Hom en va parlar molt perquè conté escenes de sexe explícit, de tal manera que molts la qualificaren de pornogràfica. El director John Cameron Mitchell se'n va haver de defensar en nombroses ocasions:
| « | (El sexe a Shortbus) vol moure el nigul del plaer per a revelar emocions i idees que podria haver amagat. - Mitchell | » |

| « | El sexe, com la música, és un llenguatge universal. Nosaltres volem usar-lo per introduir personatges, evocar emocions, fer avançar l'argument. A més el sexe és la cosa més divertida que conec. Com s'ho farà el diable perquè ens descobriguem en aquestes posicions? - Mitchell | » |

| « | No obstant que la pel·lícula conté escenes de sexe explícit, no es tracta de pornografia sinó d'una mirada sobre les emocions humanes i la relació amb el sexe. A més és un retrat de la sexualitat a Occident a la darrera dècada: un mosaic d'experiències intersexuals on el plaer és viscut com un buit imprescindible. - Mitchell | » |

A més del director, també es va haver de defensar l'actriu Sook-Yin Lee, que va estar a punt de ser acomiadada de la Canadian Broadcasting Corporation, per la qual feia un programa de ràdio (Definitely Not the Opera), perquè a la pel·lícula participa en un seguit d'escenes de sexe no simulat. Finalment va mantenir el lloc de feina gràcies al suport del públic i de famosos com Francis Ford Coppola, Michael Stipe o Yoko Ono.

## Banda sonora
- Scott Matthew - "Upside Down"
- Azure Ray - "If You Fall"
- Yo La Tengo - "Wizard's Sleeve"
- Animal Collective - "Winter's Love"
- Scott Matthew - "Surgery"
- Lee & Leblanc (with Sook-Yin Lee) - "Beautiful"
- Gentleman Reg - "It’s Not Safe"
- John LaMonica - "Kids"
- Scott Matthew - "Language"
- Jay Brannan - "Soda Shop"
- Anita O'Day - "Is You Is Or Is You Ain't My Baby"
- The Ark - "Kolla Kolla (Nationalteatern Tribute Version)"
- Jasper James and the Jetset - "This House"
- The Ark - "This Piece of Poetry Is Meant To Do Harm"
- The Hidden Cameras - "Boys of Melody"
- Scott Matthew - "Little Bird"
- Justin Bond and the Hungry March Band - "In the End (Long Film Version)"
- Scott Matthew - "In the End (Acoustic)"